# 卡拉什尼科沃 (特维尔州)
卡拉什尼科沃（羅馬化：Kalashnikovo）是俄罗斯特维尔州的市级镇，为该州利霍斯拉夫尔区第二大聚居地，也是该区唯一的一座市级镇。地处特维尔州中东部，位于区行政中心利霍斯拉夫尔及州府特维尔西北方。镇内设有同名铁路车站，位于莫斯科－圣彼得堡线上。
该地2022年人口有4,361人；2010年人口5,001；2002年人口5,198；1989年人口5,572。